# Erich Rosendahl
Erich Emil Hermann Rosendahl, auch Erich Rosenthal (* 20. März 1866 in Wolfenbüttel; † 4. Januar 1952 in Hannover) war ein deutscher Heimatforscher, Journalist und Autor mehrerer Bücher zur Geschichte des Landes Niedersachsen. Vor seiner Namensänderung 1925/26 führte er den Familiennamen Rosenthal.

## Leben
Erich Rosendahl, der Sohn eines Wolfenbütteler Stadtrichters, besuchte das Gymnasium in Blankenburg, wo er 1886 das Abitur ablegte. Über seine anschließende Studienzeit ist bisher nichts Näheres bekannt.
Nach seinem Studienabschluss arbeitete Rosendahl als Journalist in Hannover, wo er Theater-, Musik- und Opernkritiker des Hannoverschen Anzeigers war. Ab 1922 (?) wirkte er als Redakteur der Hannoverschen Landeszeitung. Wahrscheinlich war er Mitglied der welfisch-monarchistisch ausgerichteten Deutsch-Hannoverschen Partei ("Welfenpartei").
Rosendahl wurde als „Kämpfer für welfischen Föderalismus“ bezeichnet, der über Geschichte „aus welfischem Geist“ geschrieben habe. Er verfasste zahlreiche Schriften zur niedersächsischen Geschichte. Seine beiden Bücher über „Niedersächsische Frauen“ (1929) und zur „Niedersächsischen Literaturgeschichte“ (1932) werden als stoff- und kenntnisreiche Darstellungen charakterisiert, die trotz einiger Schwächen Neuland für die Geschichtsschreibung Niedersachsens erschlossen haben.

## Werke (Auswahl)
- Geschichte Niedersachsens im Spiegel der Reichsgeschichte, Helwingsche Verlagsbuchhandlung, Hannover 1927
- Geschichte der Hoftheater in Hannover und Braunschweig, Helwingsche Verlagsbuchhandlung, Hannover 1927
- König Georg V. von Hannover. Mit einem Abriß der Geschichte des Hannoverlandes. Ein Gedenkbuch, Helwingsche Verlagsbuchhandlung, Hannover 1928
- Niedersächsische Frauen, Helwingsche Verlagsbuchhandlung, Hannover 1929
- Niedersächsische Literaturgeschichte, Lax, Hildesheim/Leipzig 1932
- Das Rätsel von Valmy, Lax, Hildesheim/Leipzig 1938